# Ben 10: Protector of Earth
Ben 10: Protector of Earth est un jeu vidéo de type action-aventure et beat them all développé par High Voltage Software et édité par D3 Publisher, sorti en 2007 sur Wii, PlayStation 2, Nintendo DS et PlayStation Portable.

## Accueil
- Jeuxvideo.com : 9/20[1] - 14/20 (DS)[2]